# Формула 1 — сезона 1987
38. сезона Формуле 1 одржана је 1987. године од 12. априла до 15. новембра. Током сезоне било је 16 трка. Победник сезоне био је Нелсон Пике, који је освојио трећу титулу првака у Вилијамс-Хонди.